# 転校生は宇宙人
「転校生は宇宙人」（てんこうせいはうちゅうじん）は、日本のロックバンド、爆風スランプの歌。サンプラザ中野作詞。1988年6月から、NHKの歌番組『みんなのうた』で放送。この曲は爆風スランプの5thアルバム「HIGH LANDER」に収録されており、1988年8月1日発売の11枚目のシングル「ひどく暑かった日のラヴソング」のB面として収録されている。

## 概要
ある日突然やって来て、また突然いなくなる転校生を、ミステリアスな存在=宇宙人にからめて歌った爆風スランプによる「みんなのうた」第1作。
『みんなのうた』の放送で使用されたアニメーションは、堀口忠彦が制作した。
2011年4月15日放送の『みんなのうた・スペシャル 1980'sセレクション』でも放送された。
放送から4か月後の10月に爆風スランプは『Runner』を世に送り、ヒットを飛ばすことになる。

## 収録
- NHK みんなのうた 50 アニバーサリー・ベスト 〜大きな古時計〜（2011年4月27日） ソニー・ミュージックダイレクトより発売

### カバー
- たいらいさお キングレコードより発売された「みんなのうた」関連のCDで歌唱を担当。「NHKみんなのうたよりVOL.27」に収録。
- 市之瀬洋一 アポロン音楽工業より発売されたCD「NHKみんなのうたより 転校生は宇宙人」に収録。
- 水木一郎 日本コロムビアより発売されたCD「水木一郎 キッズ　ソング・ベスト!」に収録。